# Yōichi Miyazawa
Yōichi Miyazawa (宮沢洋一, Miyazawa Yōichi), né le 21 avril 1950 à Fukuyama (Japon), est un homme politique japonais. Il est ministre de l'Économie, du Commerce et de l'Industrie du Japon entre 2014 et 2015, dans les gouvernements Abe II et III. Membre du Parti libéral-démocrate, il est député entre 2000 et 2010 et conseiller depuis 2010.